# Paul Hinneberg

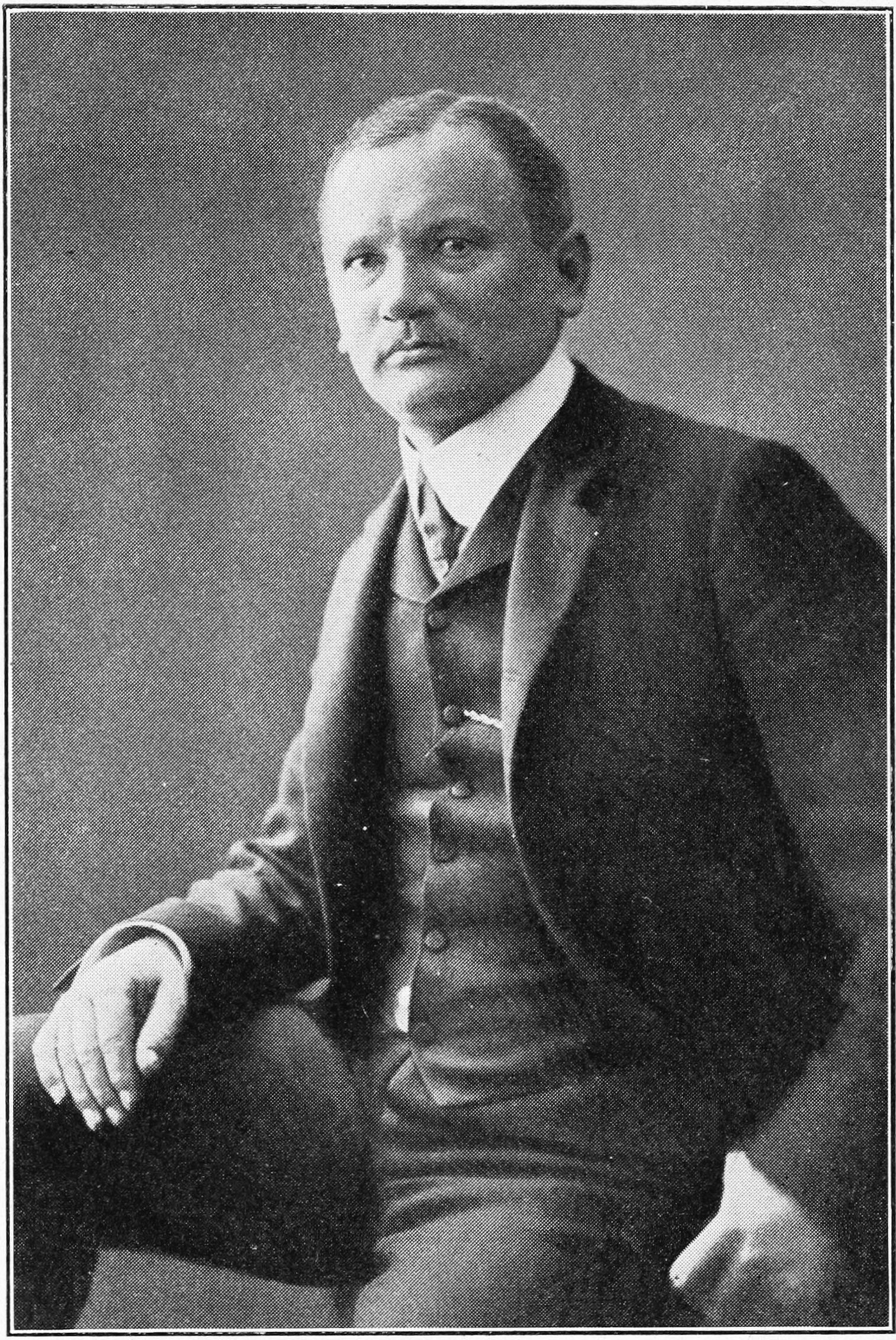
Paul Hinneberg

Paul Hinneberg (* 16. März 1862 in Felchow bei Angermünde; † 21. April 1934 in Berlin) war ein deutscher Historiker und Publizist.

## Leben und Wirken
Paul Hinneberg studierte Staatswissenschaften und Philosophie in Berlin. 1888 promovierte er in Halle über Die philosophischen Grundlagen der Geschichtswissenschaft. Seit 1885 war er als Privatsekretär Leopold von Rankes tätig. Nach dessen Tod gab er den siebenten Band der Weltgeschichte heraus. Seine Lebensstellung fand Hinneberg 1892, als er die Herausgabe der Deutschen Litteraturzeitung, einer bedeutenden Rezensionszeitschrift, übernahm. Später war er auch Herausgeber der 1907 – 1911 erschienenen Internationalen Wochenschrift für Wissenschaft, Kunst und Technik.
Hinneberg ist heute vor allem noch als Organisator und Herausgeber des enzyklopädischen Großwerkes Die Kultur der Gegenwart bekannt, das in zahlreichen Bänden von 1905 bis 1926 erschien. Zudem begründete er die Monographienreihe Das wissenschaftliche Weltbild.
Aufgrund der diversen editorischen Funktionen und gestützt auf seine persönliche Verbindung zu dem Ministerialdirektor Friedrich Althoff übte Hinneberg in nicht unbeträchtlichem Maße Einfluss auf die deutsche Wissenschafts- und Universitätspolitik im Kaiserreich aus.

## Werke (Auswahl)
- Die philosophischen Grundlagen der Geschichtswissenschaft. In: Historische Zeitschrift. Jg. 63 (1889), S. 18 ff. (Dissertation, Halle, 1888)